# E. Hidien
E. Hidien est un constructeur automobile français.

## Production
L’entreprise basée à Châtillon-sur-Indre, au lieudit La Forge de Lamps, a commencé à produire des automobiles en 1898. Hidien avait un dépôt à Paris au 17 rue du Débarcadère . Le nom de marque était Hidien. En 1900 et 1901, l’entreprise expose des véhicules au Salon de l’Automobile de Paris. La production s’est terminée en 1902 après un total d’environ 20 véhicules. Dans les premiers véhicules, le moteur à deux cylindres était monté sous la banquette arrière et entraînait l’essieu arrière via une chaîne. Le modèle d’entrée de gamme pesait 600 kg et disposait d’une 6 CV. La variante 12 CV, plus puissante, pesait environ 750 kg. Les modèles ultérieurs avaient un moteur avant, le radiateur derrière le moteur, une boîte de vitesses à trois vitesses et une transmission par arbre. 
Le nom Emile Hidien réapparaît en 1913 lorsqu’il prend la direction de l’entreprise de son père à Châteauroux, qui fabrique du matériel agricole.